# Passalora desmodii
Passalora desmodii är en svampart som först beskrevs av Ellis & Kellerm., och fick sitt nu gällande namn av U. Braun 1995. Passalora desmodii ingår i släktet Passalora och familjen Mycosphaerellaceae.   Inga underarter finns listade i Catalogue of Life.